# Ястремский, Борис Сергеевич
Борис Сергеевич Ястре́мский (9 мая 1877, Дергачи, Харьковская губерния — 28 ноября 1962, Москва) — советский статистик.

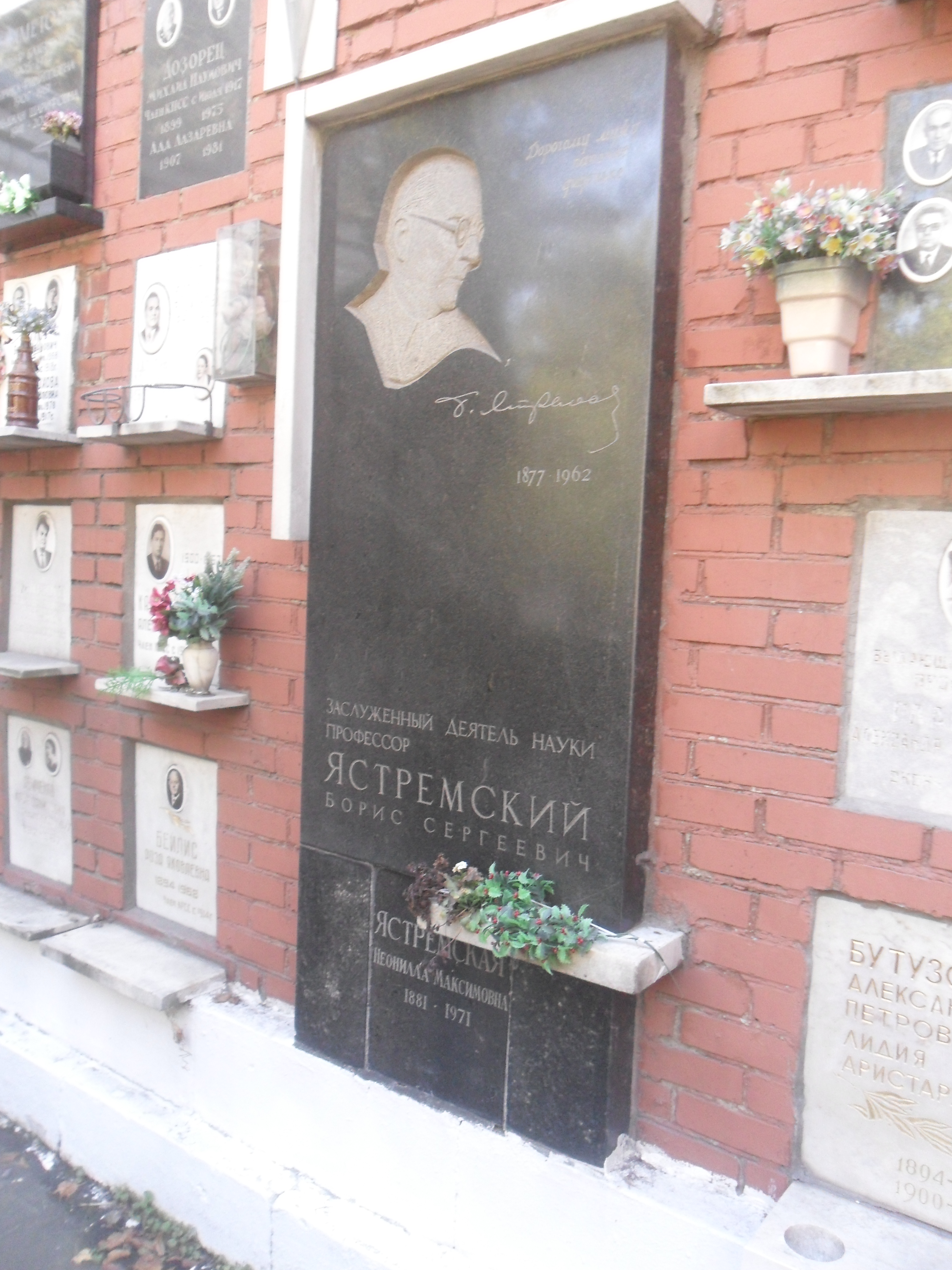
Плита колумбария Ястремского на Новодевичьем кладбище Москвы

## Биография
Сын известного революционера-народовольца С. В. Ястремского.
Учился на физико-математическом факультете Харьковского университета и в Женевском университете.
В 1918—1926 гг. член коллегии ЦСУ, в 1931 г. член Госплана СССР.
Доктор экономических наук (1932), профессор (1924).
Преподавал в московских вузах, в том числе МГУ. С 1933 года заведовал кафедрой математической статистики МЭСИ.
Заслуженный деятель науки РСФСР (1937)

 Б. С. Ястремский сыграл большую роль в развитии советской математической статистики. Он предложил способ сглаживания динамических рядов скользящими отрезками парабол. Этот способ в математической науке носит его имя. — Б. Ц. Урланис
Похоронен на Новодевичьем кладбище (Колумбарий, 130 секция).